# Lista teatrelor din București

Teatrul de Comedie

Teatrul de vară
(lângă Teatrul Mic)

Aceasta este o listă a teatrelor din București.
- Teatrul Avangardia (Sala Rapsodia) - Teatru independent
- Teatrul Act[1]
- Ateneul Român
- Teatrul Bulandra (Sălile Izvor și Toma Caragiu)
- Teatrul Ion Creangă
- Teatrul Excelsior
- Teatrul Masca[2]
- Teatrul Metropolis
- Teatrul Nottara
- Teatrul Odeon (Sălile Majestic și Giulești)
- Teatrul Național de Operetă "Ion Dacian" București
- Opera Națională Română
- Teatrul Țăndărică (Sălile Lahovari și Victoria)[3][4]
- Circul Globus
- Studioul de concerte Radio
- Teatrul Național "Ion Luca Caragiale"
- Teatrul de revistă "Constantin Tănase"
- Teatrul Mic
- Teatrul Foarte Mic
- Teatrul Evreiesc de Stat
- Teatrul de Comedie
- Studioul de Teatru Casandra
- Teatrul de vară din Parcul Bazilescu
- Teatrul de vară Capitol (lângă Teatrul Mic)
- Teatrul DESANT [5][6]
- Teatrul Elisabeta (pe B-dul. Regina Elisabeta, în apropierea palatului Primăriei Generale a Capitalei)[7]
- Teatrul În Culise (pe Strada Alecu Russo)[8]

Teatre defuncte
- Teatrul „Momulo” - numele teatrului vine de la întreprinzătorul Momulo, fostul bucătar al lui Grigore Ghica, care, atunci când a deschis teatrul, a inaugurat și un birt foarte popular în acea vreme, mai ales datorită celebrului "curcan-țințirom", varianta românească a curcanului gentilom, rețetă culinară italiană.[9]